# Aedoeus thoracicus
Aedoeus thoracicus là một loài bọ cánh cứng trong họ Cerambycidae.